# Nuevo Mester de Juglaría
Nuevo Mester de Juglaría és un conjunt musical de folk castellanolleonès originat a Segòvia en 1969 i encara en actiu, equiparable a grups com Al Tall en la utilització de la música popular com a llenguatge d'actualitat a la manera de la Riproposta italiana. Originàriament anomenats Clan 5, van ser rebatejats pel locutor de la COPE Juan Pedro Aguilar en afirmar que sonaven «com un nou mester de joglaria».
La seua obra més coneguda és la cantata Los Comuneros (adaptació del poema èpic de Luis López Álvarez que narra, en forma de romanç, els fets històrics del segle xvi) de la qual la peça final (Castilla: canto de esperanza) és considerada himne no oficial de Castella pel nacionalisme castellà. El grup també compta en la seua trajectòria amb molts altres treballs monogràfics sobre temes tan castellans com el vi, el porc o el Duero.

## Cronologia

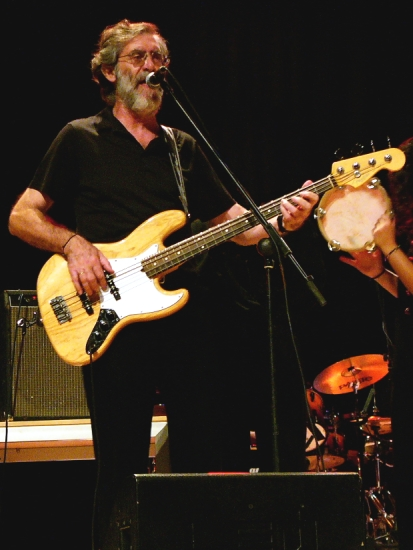
Paco Mester en viu a Castelló

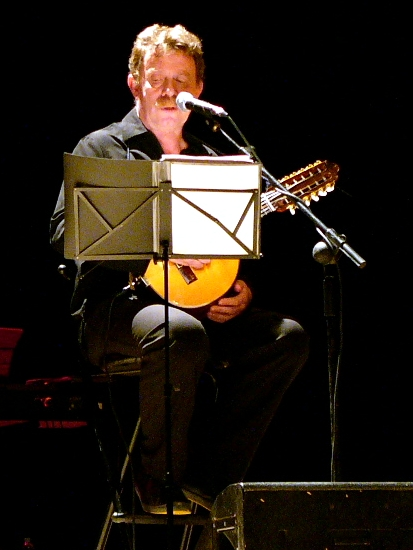
Luis Martín en viu a Castelló

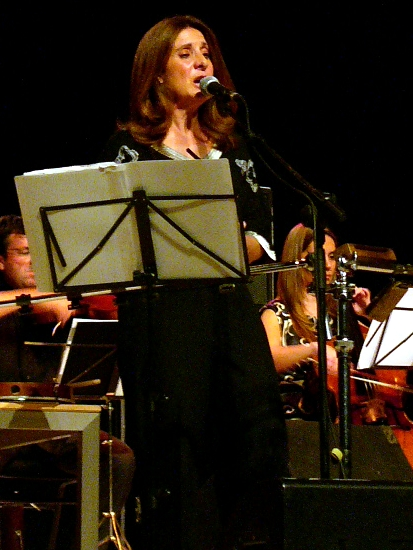
Llanos Monreal a Castelló

Els Clan 5 van debutar el 16 de novembre de 1969 a Madrid en un festival de nous valors de la música folk: llavors el grup estava format per Luis Martín, Rafael San Frutos, Fernando Ortiz, Marián Nieto i Milagros Olmos, formació inaugural que guanyaria el certamen amb el Romance del Conde de Lara. Arran d'això van fer una primera aparició radiofònica en la COPE, dins del programa Hombres dos mil de Juan Pedro Aguilar, el qual passaria a la història del grup en rebatejar-lo amb el nom definitiu després de mostrar reticència a usar aquell altre. Així, el Nuevo Mester de Juglaría es va comprometre a col·laborar en ràdio i hagué de fitxar un baixista: Francisco García, habitual dels assaigs del grup, ocuparia el lloc i passaria a ser conegut com a Paco Mester.
La primera actuació pagada del nou Mester va tindre lloc el 4 de gener de 1970 en la festa del Círculo Logroñés, on van compartir cartell amb l'emergent Julio Iglesias, que acabava de guanyar el Festival de la Canción de Benidorm: els segovians havien d'interpretar quatre peces, però com que Iglesias -que estava més atent a l'aparició televisiva del seu ídol, Raphael, que a la seua pròpia actuació- al final no va aparéixer, en tocaren sis per sis mil pessetes; l'endemà obtindrien la primera crítica en premsa. Llavors, en trobar-se estudiant a Madrid actuaven sovint als diferents escoles de la Complutense fins que van guanyar el Patio Folk, un certamen de música popular organitzat per la sala Patio de Reyes, que els valgué un contracte amb la discogràfica que editava els discs de Nino Bravo, Fonogram, el director de la qual era membre del jurat; per això, durant els primers vint-i-cinc anys de carrera tots els seus discs durien el segell de Philips: el primer, Romances y canciones populares, de l'any 1971.

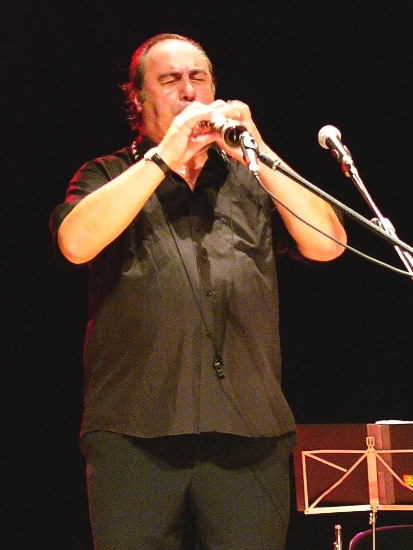
Fernando Ortiz amb la dolçaina

Els components del grup començaren a fer recerca etnomusical per terres castellanes a la manera de la que ja havia fet Joaquín Diaz (màxima figura de la música popular en aquell temps) o de la que farien més tard a terres valencianes Vicent Torrent i companyia per a la Fonoteca de Materials: la primera cançó recollida (que més avant seria enregistrada com a Jota de los pollos) els la va cantar l'àvia del baixista en Aldeonsancho. Durant esta primera etapa d'arreplegada de jotes, mayos i romanços populars van conèixer l'etnomusicòleg segovià Agapito Marazuela, que els influïria durant tota la seua trajectòria.
En 1977 Fernando Ortiz se'n va anar a fer el servici militar i el grup es va vore en l'obligació de trobar-li un substitut temporal: Javier Castro (fundador, junt amb Pedro Piqueras, del duo Carcoma); en llicenciar-se Ortiz, el conjunt va decidir mantindre ambdós músics i passava de sis a set components. El 6 de desembre del 78, el Mester va actuar junt amb Jarcha (els de Libertad sin ira) durant la retransmissió de RNE del referèndum sobre la Constitució en un programa especial que va durar tota la nit.
Al llarg de la seua trajectòria, el conjunt ha rebut diversos guardons: el més important per a ells, el XI Premio Nacional de Folklore Agapito Marazuela; a banda, van ser nomenats Castellanos de Pro l'any 2004 pel partit Tierra Comunera i han sigut pregoners de les festes de la seua ciutat i de Villalar, on els van dedicar un carrer. Recentment, en juliol de 2004 van actuar en el Fòrum de Barcelona i en octubre de 2007 a Castelló de la Plana.

## Discografia
| any  | títol                                     | discogràfica | comentaris                                                              |
| ---- | ----------------------------------------- | ------------ | ----------------------------------------------------------------------- |
| 1971 | Romances y canciones populares            | Fonogram     | gravat en directe amb només quatre pistes i dos micros                  |
| 1972 | Levántate, niña                           | Fonogram     | l'únic disc senzill del grup, amb Eres nogal, roble y pino en la cara 2 |
| 1973 | Romances y canciones populares (vol. II)  | Fonogram     | arranjaments de Manuel Gas                                              |
| 1974 | Romances y canciones populares (vol. III) | Fonogram     | amb La jota de Chatún                                                   |
| 1975 | Romance de «El Pernales»                  | Fonogram     | inclou el Canto de segadores                                            |
| 1975 | Segovia viva                              | Fonogram     | material fonogràfic d'Agapito Marazuela i d'altres                      |
| 1976 | Los Comuneros                             | Fonogram     | la seua obra clau, precursora de Quan el mal ve d'Almansa...            |
| 1977 | Párate y te contaré                       | Fonogram     | dedicat a la sociologia religiosa                                       |
| 1978 | 10 años de canción tradicional            | Fonogram     | en viu amb dotze cançons clàssiques i dotze de noves                    |
| 1980 | Contentos estamos                         | Fonogram     | amb el romanç La loba parda                                             |
| 1982 | A bombo y platillo                        | Fonogram     | amb el Romance del soldado                                              |
| 1984 | El dia de la función                      | Fonogram     | amb peces del cançoner popular d'Agapito                                |
| 1986 | Coplas del tio Sidín                      | Fonogram     | encara inèdit en CD, inclou la Jota del Mester                          |
| 1988 | Para bailar                               | Fonogram     | adreçat a la xicalla i dirigit per Javier Iturralde                     |
| 1990 | La voz del vino                           | Fonogram     | monogràfic sobre el vi basant-se en un romanç de cego                   |
| 1992 | Plaza Mayor                               | Fonogram     | inclou De paloteos i una peça original dedicada a Perico Delgado        |
| 1994 | 25 aniversario                            | Fonogram     | doble recopilatori amb les millors cançons, algunes d'elles regravades  |
| 1996 | Todos en un Cantar                        | Fonogram     | selecció de cançons populars amb col·laboracions il·lustres             |
| 1998 | Del romancero segoviano                   | Fonogram     | romanços de la seua província editats amb ajuda institucional           |
| 2001 | A tí, querido cochino                     | Universal    | monogràfic sobre el porc amb lletres d'Ignacio Sanz                     |
| 2004 | Los Comuneros, 25 años después            | Universal    | nova versió, ampliada i en viu de la cantata de 1976                    |
| 2007 | Todo Duero                                | Universal    | monogràfico sobre el riu Duero                                          |

A més a més, existixen diferents recopilatoris de fins a tres compactes amb etapes selectes de la discografia del grup.